# Sophia Kiely
Sophia Kiely (Kensington, 28 november 2000) is een Brits actrice. Ze is onder andere bekend van haar rol als Matilda Wormwood in Matilda the Musical. Ze won voor deze rol een Laurence Olivier Award in de categorie Beste hoofdrolspeelster in een musical samen met de overige actrices die Matilda speelden: Cleo Demetriou, Kerry Ingram en Eleanor Worthington Cox.

## Biografie
Kiely verwierf bekendheid door het spelen van Matilda Wormblood in een West End productie in het Cambridge Theatre. Na meerdere repetities trapte de musical af op 27 ontober 2011. Voor de rol van Matilda won Kiely in april 2012 een Laurence Olivier Award voor beste actrice in een musical. Kiely maakte een gastoptreden als Matilda in een West End liveoptreden op Trafalgar Square, waar ze optraden met Naughty.
Kiely studeerde af als master in wiskunde aan de Universiteit van St Andrews in juni 2023. Tevens maakte ze onderdeel uit van de theatergroep van de universiteit.

## Filmografie

### Theater
| Jaar        | Productie           | Rol              | Notitie           | Extra                           | Ref                |
| ----------- | ------------------- | ---------------- | ----------------- | ------------------------------- | ------------------ |
| 2011 – 2012 | Matilda the Musical | Matilda Wormwood | Cambridge Theatre | 25 oktober 2011 – 14 april 2012 | [ 3 ] [ 10 ] [ 5 ] |